# Grillfesten i Tingbjerg
Grillfesten i Tingbjerg er en dansk dokumentarfilm fra 2008 instrueret af Lars Borking og Emil Langballe.

## Handling
Dokumentar om livet i kolonihaven, hvor danskere og udlændinge mødes. Om dansk kolonihaveidyl, halalbøffer og kunsten at leve sammen på trods af forskelle.
Formanden for kolonihaveforeningen bryder sig ikke om "halenegermusik" og råbende udlændinge, der slæber på fødderne. Alligevel har hun kastet sig ud i at lave en grillfest for at få danskere og udlændinge i haveforeningen til at mødes. Det er aldrig før lykkedes at holde fest sammen, og der er udfordringer nok for formanden. For hvad spiser "sådan nogle" til grillmad, og hvordan opretholder man viljen til fest, når hærværksmænd og gøende hunde gør deres for at spolere lysten til at mødes med "de fremmede".